# 1974 في اليابان
فيما يلي قوائم الأحداث التي وقعت خلال عام 1974 في اليابان.

## سياسة

### تعيين في المنصب
- 9 ديسمبر – تاكيو فوكودا نائب رئيس وزراء اليابان [الإنجليزية]‏.
- 9 ديسمبر – تاكيو ميكي رئيس وزراء اليابان.

### انتهاء فترة المنصب
- 12 يوليو – تاكيو ميكي وزير البيئة [الإنجليزية]‏، نائب رئيس وزراء اليابان [الإنجليزية]‏.
- 9 ديسمبر – كاكويه تاناكا رئيس وزراء اليابان.

## أفلام
من الأفلام التي صدرت هذه السنة في اليابان:
- 1 يناير – هيميكو من إخراج ماساهيرو شينودا.

## برامج ومسلسلات وأنمي
- هايدي

## مواليد

### يناير
- 8 يناير – نوبهيسا إيسونو لاعب كرة قدم ياباني.
- 10 يناير – ريوكا يوزوكي[1]
- 11 يناير – دايتشي ماتسوياما لاعب كرة قدم ياباني.
- 12 يناير – يوسوكي ساكاموتو لاعب كرة قدم ياباني.
- 15 يناير – هيديكي أوتشيدات لاعب كرة قدم ياباني.[2]
- 23 يناير – يوكي أوروشيبارا مانغاكا يابانية.[3]
- 29 يناير – سارا ناكاياما مؤدّية صوت يابانية.[4]
- 29 يناير – كوجي وادا مغني ياباني.
- 29 يناير – هيرويوكي ساواد لاعب كرة قدم ياباني.
- 31 يناير – تاكيتورا مؤدّي صوت ياباني.
- 31 يناير – كينتارو إيتو ممثل ياباني.

### فبراير
- 1 فبراير – تاكاشي أونوزوكا مؤدّي صوت ياباني.
- 6 فبراير – هيرويوكي يوشينو
- 7 فبراير – نوجابيس موسيقي ياباني.
- 12 فبراير – تورانوسوكي تاكاجي
- 17 فبراير – كوسكي ياماشيتا
- 22 فبراير – كيوكو ناجاتسوكا لاعبة كرة مضرب يابانية.
- 24 فبراير – تاكوما أوكي
- 25 فبراير – شوتارو موريكوبو

### مارس
- 6 مارس – ساتوشي ماشيمو لاعب كرة قدم ياباني.
- 9 مارس – نورياكي سوغياما
- 12 مارس – هيكيرو شينا ممثلة يابانية.[5]
- 17 مارس – هيدياكي أوزاوا لاعب كرة قدم ياباني.[6]
- 28 مارس – دايسكي كيشيو
- 29 مارس – يومي ماتسوزاوا مغنية يابانية.

### أبريل
- 2 أبريل – يوشيمي ساساهارا لاعب كرة قدم ياباني.
- 7 أبريل – هيروكي ناكامورا لاعب كرة قدم ياباني.[7]
- 7 أبريل – يوزوكي إيتو لاعب كرة قدم ياباني.[8]
- 8 أبريل – هيروشي أسو لاعب كرة قدم ياباني.
- 9 أبريل – شينغي أونو لاعب كرة قدم ياباني.[9]
- 9 أبريل – ناوكي ماتسويو لاعب كرة قدم ياباني.[10]
- 10 أبريل – ميتسيتوري واتانابي لاعب كرة قدم ياباني.[11]
- 12 أبريل – كيومي أساي[12]
- 15 أبريل – أتسوأو واتانابي لاعب كرة قدم ياباني.
- 18 أبريل – نوبهيرو شيب لاعب كرة قدم ياباني.
- 20 أبريل – تورو أونيكي لاعب كرة قدم ياباني.[13]
- 22 أبريل – تومونوري تاتهإيش لاعب كرة قدم ياباني.[14]
- 22 أبريل – كينيتشي يويمورا لاعب كرة قدم ياباني.[15]
- 24 أبريل – ناأوهيرو أوياما لاعب كرة قدم ياباني.
- 25 أبريل – تاكايوكي كوماين لاعب كرة قدم ياباني.[16]
- 25 أبريل – كوسيإي كيتاأتشي لاعب كرة قدم ياباني.
- 29 أبريل – تاكاهيرو أوكوبو لاعب كرة قدم ياباني.
- 29 أبريل – شو سوزوكي لاعب كرة قدم ياباني.

### مايو
- 4 مايو – يوكيو كاجياما متسابق دراجات نارية ياباني.
- 6 مايو – شين ناكامورا لاعب كرة قدم ياباني.
- 9 مايو – هيروهيتو ناكامورا لاعب كرة قدم ياباني.
- 10 مايو – جونجي نيشيزاوا لاعب كرة قدم ياباني.[17]
- 15 مايو – كيسوكي يوشيزكي لاعب كرة قدم ياباني.
- 16 مايو – غو شينا موسيقي ياباني.
- 18 مايو – تسونيوشي أوساكي لاعب كرة قدم ياباني.
- 18 مايو – ياسويوكي أكايكا لاعب كرة قدم ياباني.
- 18 مايو – يوتاكا نايدا
- 19 مايو – كوج يوشيناري لاعب كرة قدم ياباني.
- 21 مايو – ماسارو هاشيكتشي لاعب كرة قدم ياباني.
- 23 مايو – توموياسو أندو لاعب كرة قدم ياباني.[18]
- 23 مايو – نوبيوكي أوإيشي لاعب كرة قدم ياباني.
- 26 مايو – كوزوي أمانو مانغاكا يابانية.[19]

### يونيو
- 9 يونيو – تاتسوما يوشيد لاعب كرة قدم ياباني.
- 10 يونيو – ساتورو أساري لاعب كرة قدم ياباني.[20]
- 11 يونيو – تاكويا إيتو لاعب كرة قدم ياباني.[21]
- 12 يونيو – شينيا نيشيكاوا لاعب كرة قدم ياباني.
- 13 يونيو – تاكاهيرو ساكوراي مؤدّي صوت ياباني.
- 15 يونيو – دإيز أوكيتسو لاعب كرة قدم ياباني.
- 17 يونيو – هيرويوكي شيراي لاعب كرة قدم ياباني.[22]
- 21 يونيو – كيوكاز كودو لاعب كرة قدم ياباني.[23]
- 22 يونيو – إيتشي مورو لاعب كرة قدم ياباني.[24]
- 22 يونيو – ريو نايتو مؤدّي صوت ياباني.
- 24 يونيو – هيروماسا توكيأوكا لاعب كرة قدم ياباني.
- 25 يونيو – هيروياسو إيبتا لاعب كرة قدم ياباني.
- 27 يونيو – ساتوشي يونيياما لاعب كرة قدم ياباني.[25]
- 27 يونيو – كازوكي ساتو لاعب كرة قدم ياباني.[26]
- 27 يونيو – ناأوكي أراتا لاعب كرة قدم ياباني.
- 27 يونيو – هيروأكي تاجما لاعب كرة قدم ياباني.

### يوليو
- 4 يوليو – تاكيشي تسوجيمورا متسابق دراجات نارية ياباني.
- 10 يوليو – دإيسوكي ناكاموري لاعب كرة قدم ياباني.
- 12 يوليو – هيروتو يامامورا لاعب كرة قدم ياباني.
- 15 يوليو – تاكاشي هيرانو لاعب كرة قدم ياباني.[27]
- 15 يوليو – كيإي تانيكتشي لاعب كرة قدم ياباني.
- 23 يوليو – هيدوشي أكيتا لاعب كرة قدم ياباني.[28]
- 24 يوليو – أتسوهيرو ميورا لاعب كرة قدم ياباني.[29]
- 26 يوليو – سيتشيرو أوكونو لاعب كرة قدم ياباني.[30]
- 28 يوليو – تاكيهيرو كاتو لاعب كرة قدم ياباني.
- 30 يوليو – ميتسوتوشي تسوشيما لاعب كرة قدم ياباني.
- 31 يوليو – يوتا آبي لاعب كرة قدم ياباني.[31]
- 31 يوليو – يوكيو تسوتشييا لاعب كرة قدم ياباني.[32]

### أغسطس
- 1 أغسطس – توشيوكي آبي لاعب كرة قدم ياباني.
- 1 أغسطس – ماسافومي ميدزكي لاعب كرة قدم ياباني.
- 7 أغسطس – جن ميدزنو لاعب كرة قدم ياباني.
- 13 أغسطس – أي ناغانو[33]
- 13 أغسطس – ماساتو هاراساكي لاعب كرة قدم ياباني.[34]
- 14 أغسطس – يوشينوري ماتسود لاعب كرة قدم ياباني.
- 19 أغسطس – يوشيكا ماتسوبارا لاعب كرة قدم ياباني.[35]
- 24 أغسطس – تاكويا يامادا لاعب كرة قدم ياباني.[36]
- 25 أغسطس – موتوهيرو يوشيدا لاعب كرة قدم ياباني.[37]
- 26 أغسطس – كيإيج إيشيدزكا لاعب كرة قدم ياباني.[38]
- 28 أغسطس – كاوري ميزوهاشي مؤدّية صوت يابانية.[39]
- 30 أغسطس – دايسكي نايتو
- 31 أغسطس – تيرويوشي إيتو لاعب كرة قدم ياباني.[40]

### سبتمبر
- 5 سبتمبر – مايكل تاكاهاشي لاعب كرة سلة ياباني.
- 6 سبتمبر – ريوجي أوكادا لاعب كرة قدم ياباني.
- 6 سبتمبر – ماساو كيبا لاعب كرة قدم ياباني.[41]
- 6 سبتمبر – يوشيتو تيراكاوا لاعب كرة قدم ياباني.[42]
- 7 سبتمبر – هيروكي تاكاهاشي
- 8 سبتمبر – نوبويوكي كوبوشي مؤدّي صوت ياباني.
- 12 سبتمبر – أكيرا كونو لاعب كرة قدم ياباني.[43]
- 12 سبتمبر – كينيتشي سوزومورا
- 16 سبتمبر – ساتورو كوساكي ملحن ياباني.[44]
- 17 سبتمبر – ماساموري توكوياما
- 22 سبتمبر – كينجي واكاإي لاعب كرة قدم ياباني.
- 25 سبتمبر – تاكاهيرو ساساكي لاعب كرة قدم ياباني.
- 27 سبتمبر – جين ساتو لاعب كرة قدم ياباني.[45]

### أكتوبر
- 5 أكتوبر – ناوكي نارو لاعب كرة قدم ياباني.
- 6 أكتوبر – سيليس كوباياشي
- 6 أكتوبر – كاتسوشيجي كاواشيما ملاكم ياباني.
- 7 أكتوبر – هيديتو سوزوكي لاعب كرة قدم ياباني.[46]
- 8 أكتوبر – كوجي موروفوشي رامي مطرقة ياباني.[47]
- 8 أكتوبر – هيدأكي كاإيهتسو لاعب كرة قدم ياباني.
- 12 أكتوبر – يوشياكي مارويوما لاعب كرة قدم ياباني.[48]
- 16 أكتوبر – هاياتو أوكاموتو لاعب كرة قدم ياباني.
- 21 أكتوبر – إيجي تاكادا لاعب كرة قدم ياباني.
- 23 أكتوبر – تيبي أيساكا لاعب كرة قدم ياباني.
- 28 أكتوبر – كينجي كيكاوادا لاعب كرة قدم ياباني.[49]

### نوفمبر
- 10 نوفمبر – توشيكي كوإيكي لاعب كرة قدم ياباني.
- 16 نوفمبر – كينيا تاكيهارا لاعب كرة قدم ياباني.
- 19 نوفمبر – دايسوكي سايتو لاعب كرة قدم ياباني.[50]
- 21 نوفمبر – تاإيسوكي هيراموتو لاعب كرة قدم ياباني.
- 21 نوفمبر – كينسوكي كاكمي لاعب كرة قدم ياباني.[51]
- 21 نوفمبر – ماسانوبو ماتسونامي لاعب كرة قدم ياباني.[52]
- 26 نوفمبر – ماكوتو سيكوا لاعب كرة قدم ياباني.
- 29 نوفمبر – ماساشي كيشيموتو مانغاكا ياباني.
- 30 نوفمبر – يوكي كايدا مؤدّية صوت يابانية.

### ديسمبر
- 10 ديسمبر – تاداهيرو نومورا لاعب جودو ياباني.
- 10 ديسمبر – ساتوشي ياشيرو لاعب كرة قدم ياباني.
- 23 ديسمبر – أتسوشي ناغاي لاعب كرة قدم ياباني.[53]
- 27 ديسمبر – فوميكو أوريكاسا[54]
- 27 ديسمبر – ماسي أوكا[55]